# Titularbistum Alalis
Das Bistum Alalis (italienisch diocesi di Alali, lateinisch Dioecesis Alaliensis) ist ein Titularbistum der römisch-katholischen Kirche. 
Es geht zurück auf ein früheres Bistum in der römischen Provinz Syria Phoenice bzw. Phoenice im heutigen Syrien. Das Bistum gehörte der Kirchenprovinz Damaskus an.
| Titularbischöfe von Alalis |                                                   | |                   |                   |
| Nr.                        | Name                                              | Amt | von               | bis               |
| 1                          | Antoni Józef Zolkowski                            | Weihbischof in Vilnius (Litauen) | 7. Dezember 1744  | 9. Januar 1763    |
| 2                          | Kazimierz Rokitnicki                              | Weihbischof in Plock (Polen) | 26. Januar 1764   | 17. Januar 1779   |
| 3                          | Georgius Powslowski                               | Weihbischof in Inflanty (Livland) / Weihbischof in Vilnius (Polen-Litauen)                                                                 | 19. Juni 1780     | 26. März 1781     |
| 4                          | Johann Michael Leonhard                           | Weihbischof in Wien (Österreich) | 15. Dezember 1828 | 20. Februar 1835  |
| 5                          | Francisco Javier Luna-Pizarro y Pacheco de Chávez | Weihbischof in Lima (Peru) | 1. August 1836    | 24. April 1845    |
| 6                          | Antonio Maria Curcio                              | Koadjutorbischof von Oppido Mamertina (Italien)                                                                                            | 21. Dezember 1874 | 10. Februar 1875  |
| 7                          | Eduard Angerer                                    | Weihbischof in Wien (Österreich) | 26. Juni 1876     | 26. Juni 1898     |
| 8                          | Michael John Hoban                                | Koadjutorbischof in Scranton (USA) | 1. Februar 1896   | 3. Februar 1899   |
| 9                          | Joseph-Sylvain-Marius Fabrègues CM                | Apostolischer Vikar von Zentral-Chi-Li, Koadjutor Apostolischer Vikar von Nord-Chi-Li/Peking (Chinesisches Kaiserreich und Republik China) | 19. Februar 1910  | 24. November 1928 |